# Top 14
Top 14 – profesjonalna liga rugby union we Francji, najwyższy poziom rozgrywek klubowych w tym kraju. W lidze rywalizuje corocznie 14 drużyn, zwycięzca zostaje mistrzem Francji. Założona w 1892, jest uważana za jedną z trzech najlepszych lig rugby union w Europie obok międzynarodowej United Rugby Championship i angielskiej Premiership oraz najbogatszą ligę rugby na świecie. Od 1998 rozgrywkami zarządza Ligue nationale de rugby. Począwszy od pierwszej edycji rozgrywek trofeum dla zwycięzcy stanowi Bouclier de Brennus. Najwięcej tytułów mistrzowskich w historii zdobyła drużyna Stade Toulousain, która jest także aktualnym mistrzem (2025).

## Historia

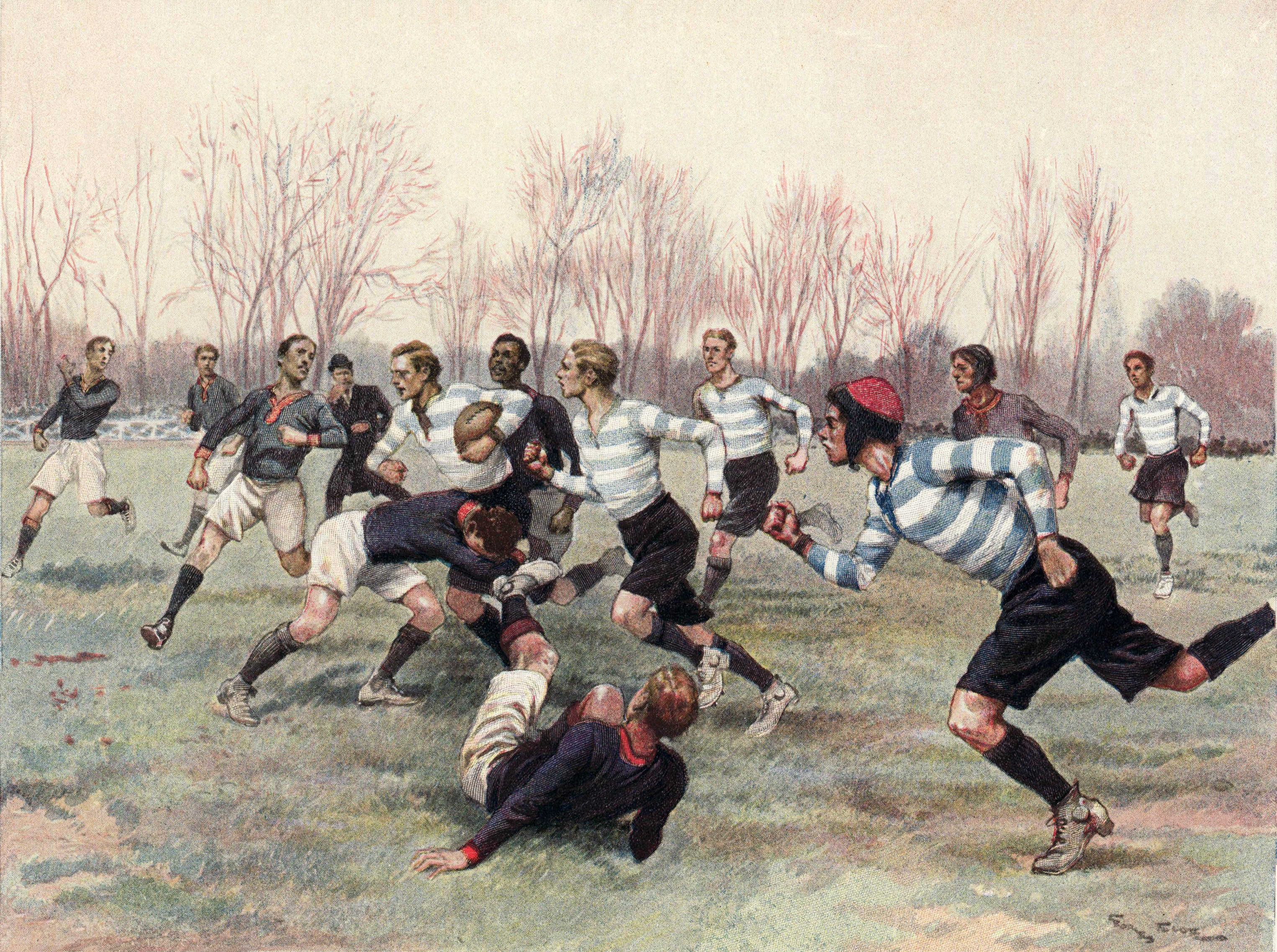
Scena z meczu pomiędzy Stade Français i Racing Club z końca XIX w.

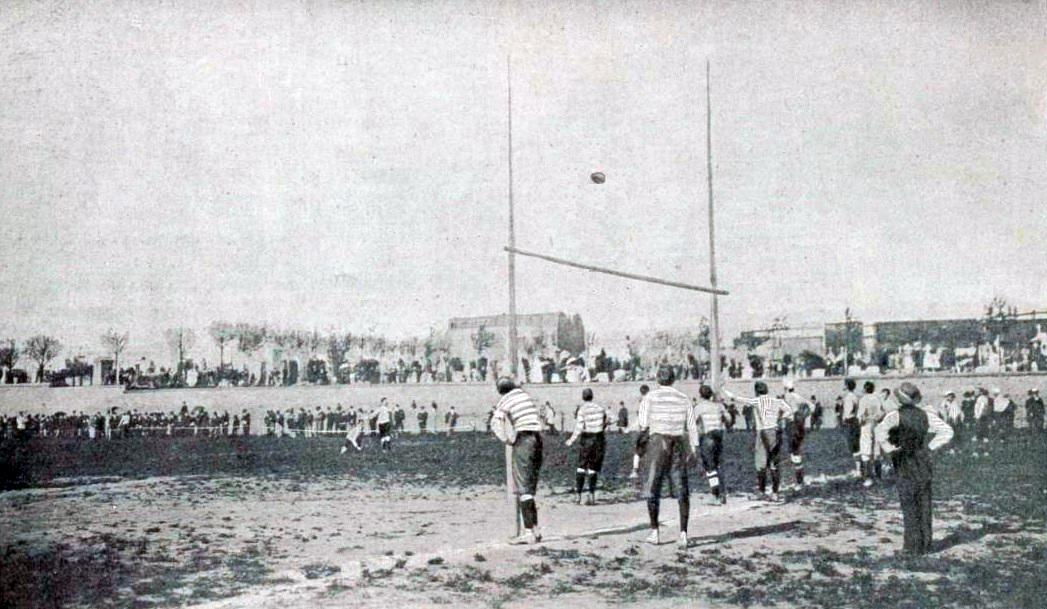
Scena z meczu finałowego z 1900

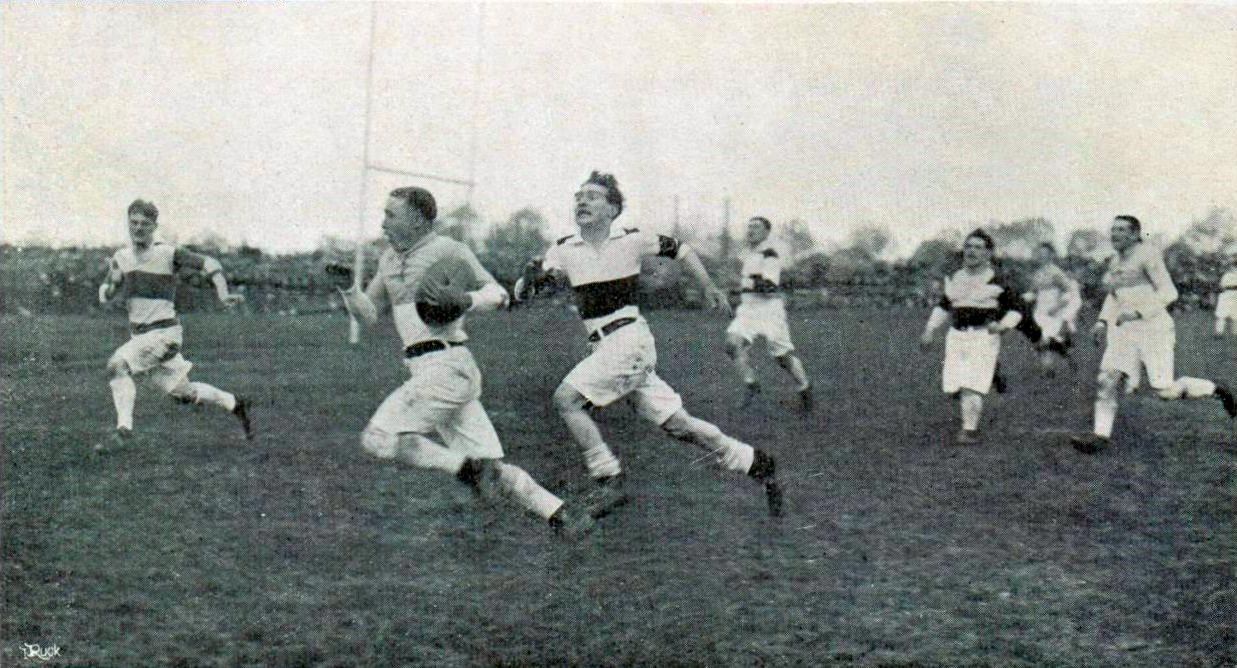
Scena z meczu finałowego z 1913

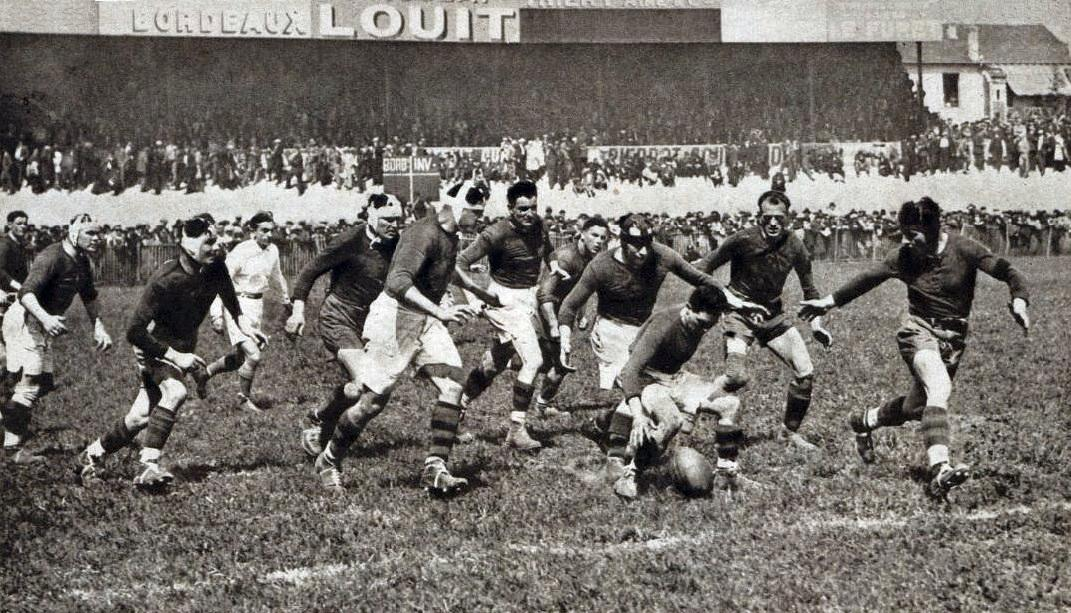
Scena z meczu finałowego z 1930

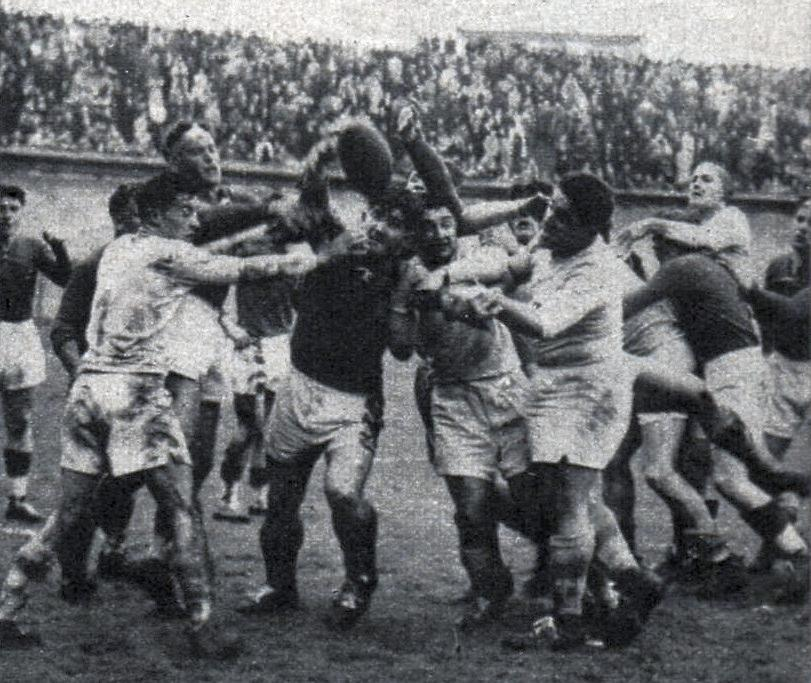
Scena z meczu finałowego z 1946

Pierwsze mistrzostwa Francji w rugby zostały zorganizowane w 1892 przez międzydyscyplinarną federację sportową Union des sociétés françaises de sports athlétiques (USFSA). Wzięły w nich udział zaledwie dwie drużyny, obie z Paryża: Racing Club i Stade Français. Rozegrano jedno spotkanie finałowe, sędziowane przez założyciela USFSA, Pierre’a de Coubertin, w którym jednym punktem wygrał Racing. Początkowo w mistrzostwach dominowały kluby z Paryża, jednak w 1899 ich monopol został przełamany przez Stade Bordelais. Zwycięstwo ekipy z Bordeaux zapoczątkowało dobry okres klubów z południowo-zachodniej Francji, a klub ten w pierwszej dekadzie XX wieku zdobył cztery tytuły mistrzowskie z rzędu (1904–1907), a wcześniej, w 1901, mimo zwycięstwa w finale, tytuł stracił z przyczyn formalnych. W 1909 po raz pierwszy w finale zagrały obie drużyny z tej części Francji. Rozwój rugby w tym regionie wynikał z działalności od lat 80. XIX wieku lokalnej organizacji, Ligue girondine d'éducation physique, która promowała podobną do rugby grę w barette. Przed I wojną po tytuły mistrzowskie sięgnęły także inne ekipy z południowego zachodu kraju (Stade Toulousain, Aviron Bayonnais i AS Perpignan), a także pierwsza drużyna z południowego wschodu: FC Lyon. Finały mistrzostw już przed I wojną światową przyciągały tłumy liczące kilkadziesiąt tysięcy osób.
Rozgrywki ligowe przerwano na okres I wojnie światowej (rozgrywano w zamian Puchar Nadziei, w którym brali udział młodzi gracze, którzy nie zostali jeszcze zmobilizowani). Mistrzostwa wznowiono po zakończeniu wojny i nadal zyskiwały na popularności. W 1923 przeprowadzono pierwszą transmisję radiową z meczu finałowego. Od 1921 organizacja rozgrywek przeszła w ręce autonomicznej od USFSA Fédération française de rugby (FFR). Zorganizowane od tego roku na bazie regionów dawały okazję do rozgrywania wielu spotkań o charakterze derby, które przyciągały szeregi widzów. Jednocześnie jednak kluby uczestniczące w rozgrywkach ligowych coraz częściej oskarżano o odstępstwa od amatorskiego etosu obowiązującego w rugby union – na przykład właściciel klubu z małej miejscowości Quillan sięgnął po mistrzostwo Francji ściągnąwszy do swojego klubu zawodników z innych regionów, którym dał pracę w swojej fabryce, zapewniając zastępstwo oraz angażując do reklamowania swych produktów. W latach 20. pięciokrotnie po tytuł mistrzowski sięgnęła drużyna Stade Toulousain. Kilka śmiertelnych przypadków wywołanych kontuzjami w czasie gry w tym okresie doprowadziło do ukucia terminu rugby de muerte (rugby śmierci). W tej sytuacji na początku lat 30. część klubów ligowych postanowiło zawiązać nową organizację, Union française de rugby amateur, skarżąc się właśnie na rosnącą brutalność gry oraz słabo maskowany profesjonalizm. Organizacja przetrwała tylko kilkanaście miesięcy, ale podnoszone przez nią kwestie skutkowały wykluczeniem Francji z rozgrywek międzynarodowych z udziałem drużyn z Wysp Brytyjskich.
W latach 30. po tytuł mistrzowski zaczęły sięgać kluby z południowego wschodu Francji (m.in. RC Toulon i Lyon OU). Jednak w tym okresie coraz większą popularność we Francji zdobywała inna odmiana rugby, dopuszczająca profesjonalizm (rugby league). Liczba zarejestrowanych klubów rugby union we Francji spadła pomiędzy 1930 i 1939 z 784 do 471, podczas gdy w ostatnim przedwojennym sezonie rozgrywek ligowych rugby league (założonych w 1934) grały już 434 klubyz. W rugby znajdowały swoje odzwierciedlenie także konflikty polityczne tej epoki – podteksty polityczne miało m.in. finałowe starcie mistrzostw z 1936, w którym spotkały się Montferrand założony przez przemysłowców z rodziny Michelin, oraz Narbonne, gdzie do zwycięskich wyborów tydzień wcześniej startował Léon Blum, przywódca lewicowego Frontu Ludowego. Front Ludowy wspierał też rozgrywki rugby league. Tuż przed drugą wojną światową FFR, aby odnowić stosunki sportowe z rywalami z Wysp Brytyjskich zdecydowało o rezygnacji z rozgrywania mistrzostw. Jednak niezależnie od tej decyzji kilka miesięcy po jej podjęciu wybuchła II wojna światowa.
Przez kolejne trzy wojenne sezony odbywały się jedynie nieoficjalne rozgrywki. Podczas wojny rząd marionetkowej Francji Vichy nie tylko wznowił rozgrywki ligowe rugby union obejmujące zarówno strefę Vichy, jak i pozostałą, okupowaną część Francji, ale także stojąc w obronie sportu amatorskiego zakazał uprawiania rugby league, co zaowocowało napływem zawodników z tej odmiany do ligi rugby union. Po wojnie rozgrywki rugby league wznowiono, choć początkowo nie mogły one używać w nazwie słowa rugby. Natomiast w lidze rugby union, w której wiodącym klubem w latach 40. i 50. stał się FC Lourdes, zaczęły ponownie pojawiać się problemy z ukrywanym profesjonalizmem. International Rugby Board zażądało nawet zawieszenia rozgrywek ligowych, grożąc w innym wypadku wykluczeniem Francji na arenie międzynarodowej. FFR gotów był zgodzić się na to ustępstwo, jednak doszło do sprzeciwu klubów, które doprowadziły do zmiany władz w federacji. Deklaracje nowych władz o przywróceniu amatorstwa uratowały Francję przed wykluczeniem i ligę przed zawieszeniem, jednak problemy z amatorstwem i konflikty z IRB nadal trwały.
W latach 60. pojawiły się nowe siły w lidze francuskiej – wśród nich AS Béziers Hérault, które zdobyło swój pierwszy tytuł mistrzowski w 1961. Klub ten zdominował ligę francuską w latach 70. i pierwszej połowie lat 80. XX w. – w czternastu kolejnych sezonach sięgnął po dziesięć tytułów mistrzowskich. Klub ten zorganizowany był już według wzorów zawodowych – jego gracze mieli zapewnioną opiekę medyczną, dietetyka i intensywny program treningowy. Jego gracze (a także kilku innych klubów) mieli otrzymywać regularne wynagrodzenie, nadal jednak utrzymywano, że są to amatorzy. W połowie lat 80. dominację Béziers przełamał Stade toulousain, który odnotował dwie kolejne kilkuletnie serie mistrzowskie, z krótką przerwą, podczas której w 1990 m.in. pierwszy tytuł mistrzowski od kilkudziesięciu lat wywalczył paryski Racing.
Po umożliwieniu profesjonalizmu w rugby union w 1995 francuskie kluby przeszły przemianę stosunkowo łatwo. Zdobyły pierwsze dwa tytuły w zorganizowanych w tym okresie europejskich rozgrywkach pucharowych (Puchar Heinekena). Duży zastrzyk finansowy od inwestora zaowocował m.in. zdobyciem w 1998 pierwszego tytułu mistrza Francji od niemal 100 lat przez paryski Stade Français. W południowej Francji rugby union było najpopularniejszym sportem, a odrodzenie Stade Français oraz sukcesy Racingu 92 spowodowały rozwój popularności dyscypliny w Paryżu. W 1998 powołano do kierowania profesjonalnymi rozgrywkami ligowymi we Francji nową organizację: Ligue nationale de rugby (LNR), która miała zorganizować zawodowe rozgrywki. Dokonano wówczas poważnej reorganizacji rozgrywek: pomiędzy 1997 i 2002 liczba klubów uczestniczących w najwyższej klasie rozgrywkowej została zredukowana z 40 (w tym 16 uczestniczących w fazie play-off) do 16 (z czego tylko 4 drużyny awansowały do fazy play-off). Przez pewien czas gorzej wiodło się klubom w rozgrywkach europejskich. Ten trend został odwrócony na początku XXI w. – po wprowadzeniu limitu zarobków w lidze angielskiej Stade toulousain zdobył dwa Puchary Heinekena w 2003 i 2005, a w kraju jego głównymi rywalami w walce o tytuły mistrzowskie były Stade Français i Biarritz Olympique. Ilość pieniędzy obecna w lidze francuskiej, znacząco większa niż w ligach konkurencyjnych (Stade Toulousain stał się w 2011 najbogatszym klubem rugby union na świecie) pozwoliła ściągać do Francji licznych graczy zagranicznych, którzy mogli tu liczyć na największe zarobki – jednak zaowocowało to zmniejszaniem liczby zawodników francuskich (w 2011 tylko dwa kluby z najwyższego poziomu rozgrywek miały w kadrze ponad 60% graczy rodzimych).

## Format rozgrywek

### Historyczne formaty
Format rozgrywek w przeszłości często się zmieniał. O pierwsze mistrzostwo zagrały tylko dwie drużyny i rozegrano tylko jeden mecz. W kolejnych trzech sezonach brało udział 4–5 drużyn, a gry rozgrywano systemem pucharowym. Następne trzy sezony, decydujące o mistrzostwach w latach 1896–1898, z udziałem 5–6 drużyn, zorganizowano w formie ligowej (w pierwszym z tych trzech sezonów rozegrano jednak finał mistrzostw, ponieważ dwie czołowe drużyny skończyły rozgrywki z identyczną liczbą punktów). W sezonie zakończonym w 1899 USFSA pod naciskiem klubów z prowincji zmieniła format rozgrywek: zorganizowano odrębne rozgrywki grupowe dla klubów ze stolicy oraz dla klubów z prowincji, a w finale rozgrywek spotkali się zwycięzcy rozgrywek regionalnych. Rozgrywki stopniowo się rozrastały, w 1905 zainaugurowane zostały rozgrywki na drugim poziomie ligowym. O mistrzostwo długo konkurowali mistrzowie poszczególnych prowincji, a w 1911 w rozgrywkach wzięło udział 17 regionów na pierwszym poziomie i 8 na drugim.
Po pierwszej wojnie światowej stopniowo rozrastała się faza pucharowa – w 1924 rozegrano półfinały, a następnie zaczęto także rozgrywać ćwierćfinały. Do istotnej zmiany formatu doszło w sezonie zakończonym w 1933, po zażegnaniu rozłamu we francuskiej federacji: zrezygnowano z regionalnych kwalifikacji, natomiast do mistrzostw dopuszczono 54 drużyny podzielone na sześć dziewięciozespołowych grup. Najlepsze drużyny trafiały do grup trzyzespołowych, a następnie cztery drużyny grały w półfinałach. Wkrótce potem, w wyniku rozpoczęcia konkurencyjnych rozgrywek rugby league liczbę uczestników mistrzostw ograniczono. Utworzono sześć 7-zespołowych grup, z których 16 drużyn awansowało do fazy pucharowej (1/8 finału, ćwierćfinał, półfinał i finał).
Wznowione w 1942 mistrzostwa obejmowały 95 klubów, z czego 40 ze strefy Vichy, a 55 ze strefy okupowanej przez Niemców; mistrzostw nie przerwało wkroczenie Niemców do strefy Vichy w listopadzie tego roku. Liczba uczestników rosła: w drugim wojennym sezonie wzięło udział 96 zespołów (fazę pucharową zaczynały ćwierćfinały), w kolejnym 126 drużyn (faza pucharowa zaczynała się od 1/16 finału), a w pierwszych powojennych rozgrywkach wzięło udział ponad 150 zespołów: 54 lepsze kluby podzielono na 9 grup, aby wyłonić 27 uczestników fazy finałowej, z pozostałej setki wyłoniono kolejnych pięciu. Faza finałowa składała się z kolejnych dwóch etapów grupowych, a następnie półfinałów i finału. W 1947 ograniczono liczbę uczestników do 40 ekip, które w pierwszej fazie podzielono na 8 grup po 5 zespołów (faza pucharowa zaczynała się od 1/8 finału). Liczba uczestników mistrzostw ponownie zaczęła rosnąć: najpierw do 48 (z czego w fazie finałowej 32), a następnie do 64.
W 1954 najwyższy poziom rozgrywek uzyskał nazwę Nationale i liczył 48 zespołów podzielonych na 6 grup po 8 zespołów, z czego 32 uczestniczyły potem w fazie pucharowej. W 1967 rozgrywki ponownie liczyły ju z 64 uczestników. W 1973 wprowadzono podział drużyn na dwie klasy liczące po 32 drużyny: z klasy A do 1/16 finału awansowały 24 zespoły, a z grup klasy B – 8 zespołów. I choć w następnym sezonie zrezygnowano z klas, to w 1975 powiększono liczbę drużyn do 80, i ponownie podzielono je na dwie klasy po 40 ekip. Z klasy A do 1/16 finału awansowało 25 zespołów, a z klasy B – 7. W 1978 z klasy B awansowały do 1/16 finału już tylko 4 drużyny, a w 1979 wszystkie 32 w fazie pucharowej zespoły pochodziły już z klasy A, a klasa B miała swoje odrębne rozgrywki play-off i osobny finał. W latach 90. XX w. eliminacje do play-off miały charakter dwufazowy (w drugim etapie brało udział 16 drużyn). W 1995 rozgrywki jeszcze bardziej skomplikowano: zespoły klasy A podzielono na podgrupy A1 i A2 (każda po 20 ekip), obie podgrupy były podzielone na dwie grupy po 10 drużyn. Z dwóch grup A1 po 4 najlepsze drużyny awansowały do 1/8 finału, a ich przeciwnikami byli zwycięzcy baraży między zespołami z miejsc 5–8 grup A1 i miejsc 1–4 grup A2. W 1997 o mistrzostwo walczyło już tylko 20 drużyn z grup A1 – po cztery najlepsze zespoły z każdej grupy awansowały do ćwierćfinałów.
Gdy w 1998 organizację rozgrywek przejęła LNR, do rozgrywek wprowadzono zawodowstwo, a także przystąpiono do ich reformowania. W pierwszym sezonie 24 drużyny podzielono na 3 grupy, z których 16 ekip awansowało do drugiej fazy kwalifikacji. Faza finałowa zaczęła się od ćwierćfinałów. W 2000 ograniczono liczbę drużyn do 21 (podzielone na dwie grupy, z których wyłaniano ćwierćfinalistów), a druga liga liczyła 12 zespołów. W kolejnym sezonie w lidze było już tylko 16 drużyn – dwie grupy po 8 ekip, następnie dwie grupy po 4 ekipy, i wreszcie półfinały i finał (słabsze 8 drużyn z dwóch grup pierwszej fazy walczyło o uniknięcie degradacji). W 2002 zrezygnowano z podziału na grupy na zapleczu Top 16, a w 2004 identycznie było w Top 16. To zresztą był ostatni sezon w składzie 16 zespołów, od 2005 w lidze pozostało ich tylko 14. Po fazie ligowej, w której uczestniczyły wszystkie drużyny i która okazała się ogromnym sukcesem, cztery najlepsze zespoły awansowały do półfinałów.

### Obecny format
Obecny (2021/2022) format rozgrywek Top 14 obejmuje dwie fazy: ligową z udziałem 14 drużyn oraz play-off z udziałem 6 najlepszych drużyn fazy ligowej. W fazie ligowej drużyny grają każdy z każdym mecz i rewanż. Za zwycięstwo otrzymują 4 punkty, za remis 2 punkty, a za porażkę nie otrzymują punktów. Ponadto mogą otrzymać punkty bonusowe: ofensywny, jeśli drużyna zdobędzie o trzy przyłożenia więcej od przeciwnika, oraz defensywny, jeśli drużyna przegra różnicą nie więcej niż 5 punktów. O klasyfikacji w tabeli decydują kolejno: liczba zdobytych punktów, liczba punktów zdobytych w meczach z drużynami o identycznej liczbie punktów, liczba zdobytych punktów meczowych, liczba punktów meczowych zdobytych w meczach z drużynami o identycznej liczbie punktów meczowych.
Faza play-off jest trzystopniowa. W pierwszym etapie o awans do finałów grają w parach drużyny, które zajęły w fazie ligowej miejsca od trzeciego do szóstego. Drugim etapem są półfinały rozgrywane pomiędzy drużynami z pierwszego i drugiego miejsca w fazie ligowej, a zwycięzcami meczów z pierwszego etapu. Zwycięzcy półfinałów spotykają się w finale, którego stawką jest tytuł mistrza Francji.
Najsłabsza, czternasta drużyna ligowej tabeli spada na niższy poziom rozgrywek – Pro D2 – i jest zastępowany przez mistrza tej ligi. Trzynasta drużyna ligowej tabeli rozgrywa spotkanie z wicemistrzem Pro D2, którego stawką jest miejsce w Top 14 w kolejnym sezonie.

### Udział w europejskich pucharach
Zespoły uczestniczące w rozgrywkach Top 14 biorą udział w europejskich pucharach klubowych: European Rugby Champions Cup (wcześniej pod nazwą Puchar Heinekena) i European Rugby Challenge Cup (niższej rangi od Champions Cup). Francja miała zapewnione co najmniej sześć miejsc dla najlepszych drużyn w Champions Cup (przy czym szczegółowe zasady kwalifikacji były zmienne, m.in. przed 1994 do tej puli wliczano zdobywców Pucharu Heinekena z poprzedniego sezonu, potem zdobycie Pucharu powodowało awans niezależnie od puli 6 miejsc przeznaczonych dla pozostałych najlepszych drużyn ligi). W 2020 w związku z powiększeniem liczby drużyn w Champions Cup uzgodniono, że będzie tam występować osiem najlepszych drużyn Top 14. Drużyny ligowe, które nie zakwalifikują się do Champions Cup biorą udział w rozgrywkach Challenge Cup.

## Wyniki rozgrywek
Wyniki finałów ligi:
| Rok       | Mistrz                                                    | Wicemistrz                                                | Wynik finału                                              | Miejsce finału                                                                 |
| --------- | --------------------------------------------------------- | --------------------------------------------------------- | --------------------------------------------------------- | ------------------------------------------------------------------------------ |
| 1892      | Racing Club de France                                     | Stade Français                                            | 4:3                                                       | Bagatelle, Paryż                                                               |
| 1893      | Stade Français                                            | Racing Club de France                                     | 7:3                                                       | Bécon-les-Bruyères                                                             |
| 1894      | Stade Français                                            | Inter NOS                                                 | 18:0                                                      | Bécon-les-Bruyères                                                             |
| 1895      | Stade Français                                            | Olympique de Paris                                        | 16:0                                                      | Stade Vélodrome, Courbevoie                                                    |
| 1896      | Olympique de Paris                                        | Stade Français                                            | 12:0                                                      | Vélodrome, Courbevoie                                                          |
| 1897      | Stade Français                                            | Olympique de Paris                                        | rozgrywki w systemie ligowym, finału nie rozgrywano       | rozgrywki w systemie ligowym, finału nie rozgrywano                            |
| 1898      | Racing Club de France                                     | Stade Français                                            | rozgrywki w systemie ligowym, finału nie rozgrywano       | rozgrywki w systemie ligowym, finału nie rozgrywano                            |
| 1899      | Stade Bordelais                                           | Stade Français                                            | 5:3                                                       | Route du Médoc, Le Bouscat                                                     |
| 1900      | Racing Club de France                                     | Stade Bordelais                                           | 37:3                                                      | Levallois-Perret                                                               |
| 1901      | Stade Français                                            | Stade Bordelais                                           | 0:3                                                       | Route du Médoc, Le Bouscat                                                     |
| 1902      | Racing Club de France                                     | Stade Bordelais                                           | 6:0                                                       | Parc des Princes, Paryż                                                        |
| 1903      | Stade Français                                            | SOE Toulouse                                              | 16:8                                                      | Prairie des Filtres, Tuluza                                                    |
| 1904      | Stade Bordelais                                           | Stade Français                                            | 3:0                                                       | La Faisanderie, Saint-Cloud                                                    |
| 1905      | Stade Bordelais                                           | Stade Français                                            | 12:3                                                      | Route du Médoc, Le Bouscat                                                     |
| 1906      | Stade Bordelais                                           | Stade Français                                            | 9:0                                                       | Parc des Princes, Paryż                                                        |
| 1907      | Stade Bordelais                                           | Stade Français                                            | 14:3                                                      | Route du Médoc, Le Bouscat                                                     |
| 1908      | Stade Français                                            | Stade Bordelais                                           | 16:3                                                      | Stade Yves-du-Manoir, Colombes                                                 |
| 1909      | Stade Bordelais                                           | Stade Toulousain                                          | 17:0                                                      | Stade des Ponts Jumeaux, Tuluza                                                |
| 1910      | FC Lyon                                                   | Stade Bordelais                                           | 13:8                                                      | Parc des Princes, Paryż                                                        |
| 1911      | Stade Bordelais                                           | SCUF                                                      | 14:0                                                      | Route du Médoc, Le Bouscat                                                     |
| 1912      | Stade Toulousain                                          | Racing Club de France                                     | 8:6                                                       | Stade des Ponts Jumeaux, Tuluza                                                |
| 1913      | Aviron Bayonnais                                          | SCUF                                                      | 31:8                                                      | Stade Yves-du-Manoir, Colombes                                                 |
| 1914      | USA Perpignan                                             | Stadoceste Tarbais                                        | 8:7                                                       | Stade des Ponts Jumeaux, Tuluza                                                |
| 1915–1919 | Mistrzostw nie rozgrywano                                 | Mistrzostw nie rozgrywano                                 | Mistrzostw nie rozgrywano                                 | Mistrzostw nie rozgrywano                                                      |
| 1920      | Stadoceste Tarbais                                        | Racing Club de France                                     | 8:3                                                       | Route du Médoc, Le Bouscat                                                     |
| 1921      | USA Perpignan                                             | Stade Toulousain                                          | 5:0                                                       | Parc des Sports de Sauclières, Béziers                                         |
| 1922      | Stade Toulousain                                          | Aviron Bayonnais                                          | 6:0                                                       | Route du Médoc, Le Bouscat                                                     |
| 1923      | Stade Toulousain                                          | Aviron Bayonnais                                          | 3:0                                                       | Stade Yves-du-Manoir, Colombes                                                 |
| 1924      | Stade Toulousain                                          | USA Perpignan                                             | 3:0                                                       | Parc Lescure, Bordeaux                                                         |
| 1925      | USA Perpignan                                             | US Carcassonne                                            | 0:0; 5:0                                                  | pierwszy mecz: Stade des Ponts Jumeaux, Tuluza; drugi mecz: Maraussan, Narbona |
| 1926      | Stade Toulousain                                          | USA Perpignan                                             | 11:0                                                      | Parc Lescure, Bordeaux                                                         |
| 1927      | Stade Toulousain                                          | Stade Français                                            | 19:9                                                      | Stade des Ponts Jumeaux, Tuluza                                                |
| 1928      | Section Paloise                                           | US Quillan                                                | 6:4                                                       | Stade des Ponts Jumeaux, Tuluza                                                |
| 1929      | US Quillan                                                | FC Lézignan                                               | 11:8                                                      | Stade des Ponts Jumeaux, Tuluza                                                |
| 1930      | SU Agen                                                   | US Quillan                                                | 4:0                                                       | Parc Lescure, Bordeaux                                                         |
| 1931      | RC Toulon                                                 | Lyon OU                                                   | 6:3                                                       | Parc Lescure, Bordeaux                                                         |
| 1932      | Lyon OU                                                   | RC Narbonne                                               | 9:3                                                       | Parc Lescure, Bordeaux                                                         |
| 1933      | Lyon OU                                                   | RC Narbonne                                               | 10:3                                                      | Parc Lescure, Bordeaux                                                         |
| 1934      | Aviron Bayonnais                                          | Biarritz Olympique                                        | 13:8                                                      | Stade des Ponts Jumeaux, Tuluza                                                |
| 1935      | Biarritz Olympique                                        | USA Perpignan                                             | 3:0                                                       | Stade des Ponts Jumeaux, Tuluza                                                |
| 1936      | RC Narbonne                                               | AS Montferrand                                            | 6:3                                                       | Stade des Ponts Jumeaux, Tuluza                                                |
| 1937      | CS Vienne                                                 | AS Montferrand                                            | 13:7                                                      | Stade des Ponts Jumeaux, Tuluza                                                |
| 1938      | USA Perpignan                                             | Biarritz Olympique                                        | 11:6                                                      | Stade des Ponts Jumeaux, Tuluza                                                |
| 1939      | Biarritz Olympique                                        | USA Perpignan                                             | 6:0                                                       | Stade des Ponts Jumeaux, Tuluza                                                |
| 1940–1942 | Mistrzostw nie rozgrywano                                 | Mistrzostw nie rozgrywano                                 | Mistrzostw nie rozgrywano                                 | Mistrzostw nie rozgrywano                                                      |
| 1943      | Aviron Bayonnais                                          | SU Agen                                                   | 3:0                                                       | Parc des Princes, Paryż                                                        |
| 1944      | USA Perpignan                                             | Aviron Bayonnais                                          | 20:5                                                      | Parc des Princes, Paryż                                                        |
| 1945      | SU Agen                                                   | FC Lourdes                                                | 7:3                                                       | Parc des Princes, Paryż                                                        |
| 1946      | Section Paloise                                           | FC Lourdes                                                | 11:0                                                      | Parc des Princes, Paryż                                                        |
| 1947      | Stade Toulousain                                          | SU Agen                                                   | 10:3                                                      | Stade des Ponts Jumeaux, Tuluza                                                |
| 1948      | FC Lourdes                                                | RC Toulon                                                 | 11:3                                                      | Stade des Ponts Jumeaux, Tuluza                                                |
| 1949      | Castres Olympique                                         | Stade Montois                                             | 3:3; 14:3                                                 | oba mecze: Stade des Ponts Jumeaux, Tuluza                                     |
| 1950      | Castres Olympique                                         | Racing Club de France                                     | 11:8                                                      | Stade des Ponts Jumeaux, Tuluza                                                |
| 1951      | US Carmaux                                                | Stadoceste Tarbais                                        | 14:12                                                     | Stadium Municipal, Tuluza                                                      |
| 1952      | FC Lourdes                                                | USA Perpignan                                             | 20:11                                                     | Stadium Municipal, Tuluza                                                      |
| 1953      | FC Lourdes                                                | Stade Montois                                             | 21:16                                                     | Stadium Municipal, Tuluza                                                      |
| 1954      | FC Grenoble                                               | US Cognac                                                 | 5:3                                                       | Stadium Municipal, Tuluza                                                      |
| 1955      | USA Perpignan                                             | FC Lourdes                                                | 11:6                                                      | Parc Lescure, Bordeaux                                                         |
| 1956      | FC Lourdes                                                | US Dax                                                    | 20:0                                                      | Stadium Municipal, Tuluza                                                      |
| 1957      | FC Lourdes                                                | Racing Club de France                                     | 16:13                                                     | Stade de Gerland, Lyon                                                         |
| 1958      | FC Lourdes                                                | SC Mazamet                                                | 25:8                                                      | Stadium Municipal, Tuluza                                                      |
| 1959      | Racing Club de France                                     | Stade Montois                                             | 8:3                                                       | Parc Lescure, Bordeaux                                                         |
| 1960      | FC Lourdes                                                | AS Béziers Hérault                                        | 14:11                                                     | Stadium Municipal, Tuluza                                                      |
| 1961      | AS Béziers Hérault                                        | US Dax                                                    | 6:3                                                       | Stade de Gerland, Lyon                                                         |
| 1962      | SU Agen                                                   | AS Béziers Hérault                                        | 14:11                                                     | Stadium Municipal, Tuluza                                                      |
| 1963      | Stade Montois                                             | US Dax                                                    | 9:6                                                       | Parc Lescure, Bordeaux                                                         |
| 1964      | Section Paloise                                           | AS Béziers Hérault                                        | 14:0                                                      | Stadium Municipal, Tuluza                                                      |
| 1965      | SU Agen                                                   | CA Brive                                                  | 15:8                                                      | Stade de Gerland, Lyon                                                         |
| 1966      | SU Agen                                                   | US Dax                                                    | 9:8                                                       | Stadium Municipal, Tuluza                                                      |
| 1967      | US Montauban                                              | CA Béglais                                                | 11:3                                                      | Parc Lescure, Bordeaux                                                         |
| 1968      | FC Lourdes                                                | RC Toulon                                                 | 9:9                                                       | Stadium Municipal, Tuluza                                                      |
| 1969      | CA Béglais                                                | Stade Toulousain                                          | 11:9                                                      | Stade de Gerland, Lyon                                                         |
| 1970      | La Voulte Sportif                                         | AS Montferrand                                            | 3:0                                                       | Stadium Municipal, Tuluza                                                      |
| 1971      | AS Béziers Hérault                                        | RC Toulon                                                 | 15:9                                                      | Parc Lescure, Bordeaux                                                         |
| 1972      | AS Béziers Hérault                                        | CA Brive                                                  | 9:0                                                       | Stade de Gerland, Lyon                                                         |
| 1973      | Stadoceste Tarbais                                        | US Dax                                                    | 18:12                                                     | Stadium Municipal, Tuluza                                                      |
| 1974      | AS Béziers Hérault                                        | RC Narbonne                                               | 16:14                                                     | Parc des Princes, Paryż                                                        |
| 1975      | AS Béziers Hérault                                        | CA Brive                                                  | 13:12                                                     | Parc des Princes, Paryż                                                        |
| 1976      | SU Agen                                                   | AS Béziers Hérault                                        | 13:10                                                     | Parc des Princes, Paryż                                                        |
| 1977      | AS Béziers Hérault                                        | USA Perpignan                                             | 12:4                                                      | Parc des Princes, Paryż                                                        |
| 1978      | AS Béziers Hérault                                        | AS Montferrand                                            | 31:9                                                      | Parc des Princes, Paryż                                                        |
| 1979      | RC Narbonne                                               | Stade Bagnérais                                           | 10:0                                                      | Parc des Princes, Paryż                                                        |
| 1980      | AS Béziers Hérault                                        | Stade Toulousain                                          | 10:6                                                      | Parc des Princes, Paryż                                                        |
| 1981      | AS Béziers Hérault                                        | Stade Bagnérais                                           | 22:13                                                     | Parc des Princes, Paryż                                                        |
| 1982      | SU Agen                                                   | Aviron Bayonnais                                          | 18:9                                                      | Parc des Princes, Paryż                                                        |
| 1983      | AS Béziers Hérault                                        | RRC Nice                                                  | 14:6                                                      | Parc des Princes, Paryż                                                        |
| 1984      | AS Béziers Hérault                                        | SU Agen                                                   | 21:21, rzuty karne 3:1                                    | Parc des Princes, Paryż                                                        |
| 1985      | Stade Toulousain                                          | RC Toulon                                                 | 36:22                                                     | Parc des Princes, Paryż                                                        |
| 1986      | Stade Toulousain                                          | SU Agen                                                   | 16:6                                                      | Parc des Princes, Paryż                                                        |
| 1987      | RC Toulon                                                 | Racing Club de France                                     | 15:12                                                     | Parc des Princes, Paryż                                                        |
| 1988      | SU Agen                                                   | Stadoceste Tarbais                                        | 9:3                                                       | Parc des Princes, Paryż                                                        |
| 1989      | Stade Toulousain                                          | RC Toulon                                                 | 18:12                                                     | Parc des Princes, Paryż                                                        |
| 1990      | Racing Club de France                                     | SU Agen                                                   | 22:12                                                     | Parc des Princes, Paryż                                                        |
| 1991      | CA Bordeaux-Bègles Gironde                                | Stade Toulousain                                          | 19:10                                                     | Parc des Princes, Paryż                                                        |
| 1992      | RC Toulon                                                 | Biarritz Olympique                                        | 19:14                                                     | Parc des Princes, Paryż                                                        |
| 1993      | Castres Olympique                                         | FC Grenoble                                               | 14:11                                                     | Parc des Princes, Paryż                                                        |
| 1994      | Stade Toulousain                                          | AS Montferrand                                            | 22:16                                                     | Parc des Princes, Paryż                                                        |
| 1995      | Stade Toulousain                                          | Castres Olympique                                         | 31:16                                                     | Parc des Princes, Paryż                                                        |
| 1996      | Stade Toulousain                                          | CA Brive                                                  | 20:13                                                     | Parc des Princes, Paryż                                                        |
| 1997      | Stade Toulousain                                          | CS Bourgoin-Jallieu                                       | 12:6                                                      | Parc des Princes, Paryż                                                        |
| 1998      | Stade Français                                            | USA Perpignan                                             | 34:7                                                      | Stade de France, Saint-Denis                                                   |
| 1999      | Stade Toulousain                                          | AS Montferrand                                            | 15:11                                                     | Stade de France, Saint-Denis                                                   |
| 2000      | Stade Français                                            | US Colomiers                                              | 28:23                                                     | Stade de France, Saint-Denis                                                   |
| 2001      | Stade Toulousain                                          | AS Montferrand                                            | 34:22                                                     | Stade de France, Saint-Denis                                                   |
| 2002      | Biarritz Olympique                                        | SU Agen                                                   | 25:22                                                     | Stade de France, Saint-Denis                                                   |
| 2003      | Stade Français                                            | Stade Toulousain                                          | 32:18                                                     | Stade de France, Saint-Denis                                                   |
| 2004      | Stade Français                                            | USA Perpignan                                             | 38:20                                                     | Stade de France, Saint-Denis                                                   |
| 2005      | Biarritz Olympique                                        | Stade Français                                            | 37:34                                                     | Stade de France, Saint-Denis                                                   |
| 2006      | Biarritz Olympique                                        | Stade Toulousain                                          | 40:13                                                     | Stade de France, Saint-Denis                                                   |
| 2007      | Stade Français                                            | ASM Clermont Auvergne                                     | 23:18                                                     | Stade de France, Saint-Denis                                                   |
| 2008      | Stade Toulousain                                          | ASM Clermont Auvergne                                     | 26:20                                                     | Stade de France, Saint-Denis                                                   |
| 2009      | USA Perpignan                                             | ASM Clermont Auvergne                                     | 22:13                                                     | Stade de France, Saint-Denis                                                   |
| 2010      | ASM Clermont Auvergne                                     | USA Perpignan                                             | 19:6                                                      | Stade de France, Saint-Denis                                                   |
| 2011      | Stade Toulousain                                          | Montpellier HR                                            | 15:10                                                     | Stade de France, Saint-Denis                                                   |
| 2012      | Stade Toulousain                                          | RC Toulon                                                 | 18:12                                                     | Stade de France, Saint-Denis                                                   |
| 2013      | Castres Olympique                                         | RC Toulon                                                 | 19:14                                                     | Stade de France, Saint-Denis                                                   |
| 2014      | RC Toulon                                                 | Castres Olympique                                         | 18:10                                                     | Stade de France, Saint-Denis                                                   |
| 2015      | Stade Français                                            | ASM Clermont Auvergne                                     | 12:6                                                      | Stade de France, Saint-Denis                                                   |
| 2016      | Racing 92                                                 | RC Toulon                                                 | 29:21                                                     | Camp Nou, Barcelona                                                            |
| 2017      | ASM Clermont Auvergne                                     | RC Toulon                                                 | 22:16                                                     | Stade de France, Saint-Denis                                                   |
| 2018      | Castres Olympique                                         | Montpellier HR                                            | 29:13                                                     | Stade de France, Saint-Denis                                                   |
| 2019      | Stade Toulousain                                          | ASM Clermont Auvergne                                     | 24:18                                                     | Stade de France, Saint-Denis                                                   |
| 2020      | Sezon przerwany i nieukończony z powodu pandemii COVID-19 | Sezon przerwany i nieukończony z powodu pandemii COVID-19 | Sezon przerwany i nieukończony z powodu pandemii COVID-19 | Sezon przerwany i nieukończony z powodu pandemii COVID-19                      |
| 2021      | Stade Toulousain                                          | Stade Rochelais                                           | 18:8                                                      | Stade de France, Saint-Denis                                                   |
| 2022      | Montpellier HR                                            | Castres Olympique                                         | 29:10                                                     | Stade de France, Saint-Denis                                                   |
| 2023      | Stade Toulousain                                          | Stade Rochelais                                           | 29:26                                                     | Stade de France, Saint-Denis                                                   |
| 2024      | Stade Toulousain                                          | Union Bordeaux Bègles                                     | 59:3                                                      | Stade Vélodrome, Marsylia                                                      |
| 2025      | Stade Toulousain                                          | Union Bordeaux Bègles                                     | 39:33                                                     | Stade de France, Saint-Denis                                                   |